# Флакко, Джо
Джозеф Винсент «Джо» Флакко (англ. Joseph Vincent «Joe» Flacco) (род. 16 января 1985) — американский футболист, выступающий за футбольную команду НФЛ «Кливленд Браунс» на позиции квотербека. Бывший член футбольных команд университетов Делавэра и Питтсбурга. Был выбран командой «Балтимор Рэйвенс» в первом раунде драфта 2008 года.
В свой первый год в команде «Рэйвенс» Флакко провел все 16 игр регулярного сезона и, приведя «Воронов» к победе в двух выездных матчах плей-офф 2008—2009, стал, одновременно, восьмым квотербеком-новичком в истории НФЛ, который вышел в стартовом составе своей команды на игры плей-офф и первым квотербеком-новичком, который выиграл две из них.
Во втором сезоне Флакко улучшил свои показатели, установив рекорд команды по удельному количеству точных передач за сезон (63,1 %), а в третьем сезоне побил ещё два рекорда команды — по количеству ярдов, набранных пасом (10 206) и тачдаун-пасов (60). Джо Флакко принадлежит и такой рекорд НФЛ: в пяти игровых сезонах подряд он неизменно выводил свою команду в плей-офф, где команда одерживала как минимум одну победу.
С Джо Флакко в составе «Балтимор Рэйвенс» за пять сезонов дважды по итогам регулярного сезона становились лидерами дивизиона Север АФК, трижды выходили в финал Американской Футбольной Конференции и выиграли Супербоул XLVII. Флакко был назван самым ценным игроком Супербоула XLVII, и эта победа стала итогом плей-офф, в ходе которого Флакко побил рекорд Джо Монтаны, сделав 11 тачдаун-пасов и не позволив соперникам совершить ни одного перехвата.

## Детство
Джо Флако родился в Одубоне, Нью-Джерси, в итало-ирландской семье Карен и Стива Флакко. В школе его привлекали баскетбол и американский футбол: Джо был стартовым квотербеком школьной команды. В 2003 году сайт Rivals.com поместил его в список лучших квотербеков школьных команд на 39 месте. Как утверждается, Флакко мог набрать 400 ярдов пасом за одну игру.

## Колледжи

### Питтсбург
В 2003 году Флакко присоединился к тренировочной команде Питтсбургского университета. Его статус позволял ему участвовать в тренировках и готовиться вместе с командой, однако он не имел права принимать участие в официальных играх.
2004 год Джо Флакко провел на скамейке запасных университетской команды, выйдя на поле только в трех играх за сезон и совершив всего один удачный пас на 11 ярдов.

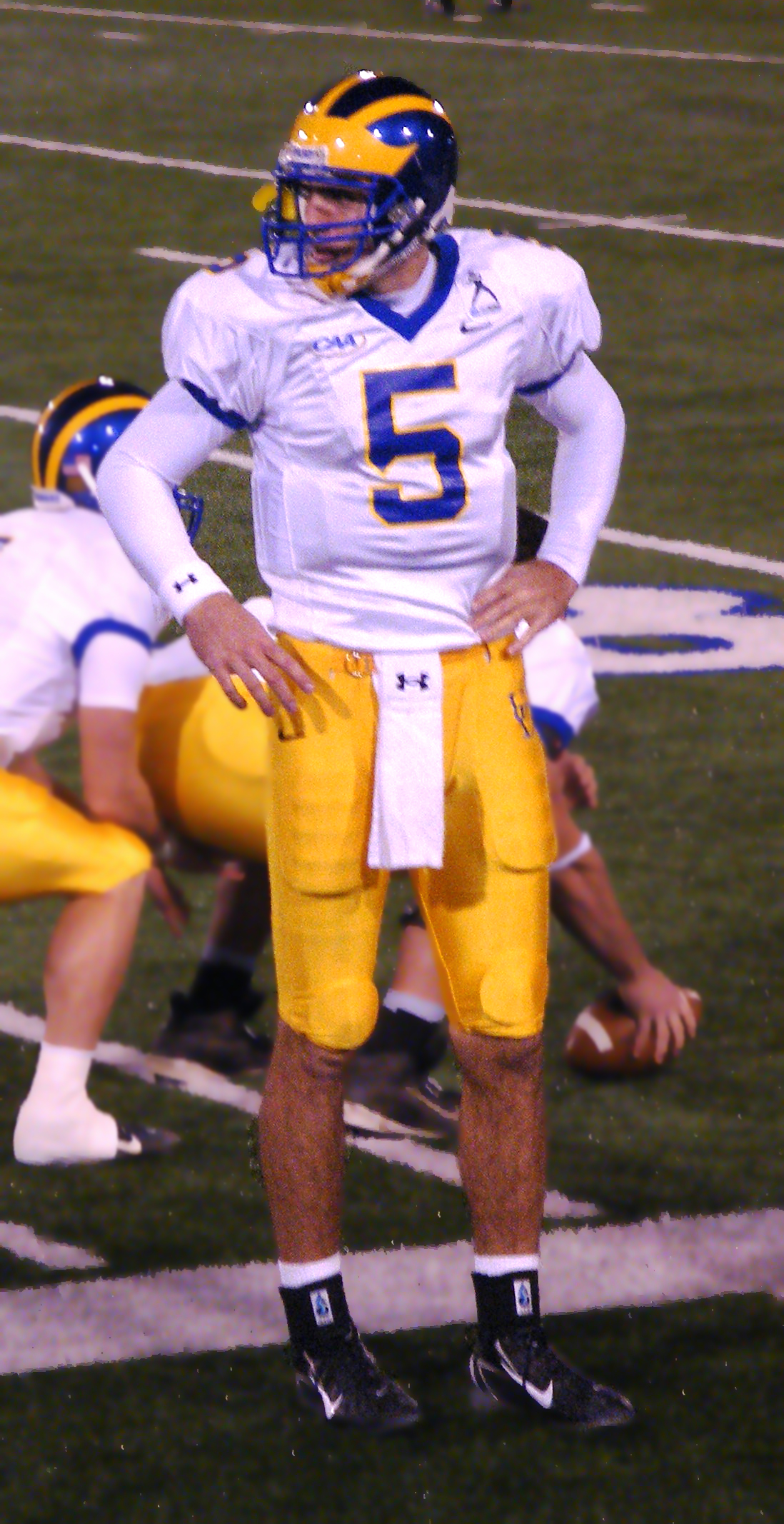
Флакко в игре за команду университета Делавэра (2007)

### Делавэр
В 2006 году Флакко провел свой первый полноценный сезон, выступая в составе команды Университет Делавэра. Годовая статистика Флакко: 2 783 ярда пасом, 18 тачдаунов и 10 перехватов. Команда завершила сезон с соотношением побед/поражений 5-6 и не смогла пробиться в плей-офф. В 2007 году Флакко привел свою команду к рекордному для неё соотношению побед/поражений в регулярном сезоны (8-3), набрав 4 263 ярда пасом, разыграв 23 комбинации, закончившихся тачдауном, и допустив при этом всего 10 перехватов.
Он был признан одним из самых точных распасовщиков 2007 года. В этом году команда Университета Делавэра вышла в плей-офф, дошла до финала, однако проиграла схватку за чемпионство.

## Профессиональная карьера

### Драфт НФЛ 2008
Во время учёбы в Университете Делавэра Флакко крайне низко оценивал свои шансы на игру в НФЛ и даже обратился к своему тренеру за разрешением начать играть в бейсбол. Однако тренер заверил его в том, что место на Драфте НФЛ ему обеспечено. И действительно, проведя отличную игру в ходе Сеньор Боула и показав впечаталяющие результаты во время преддрафтовых тестов, Флакко закрепил за собой место в пятерке лучших квотербеков Драфта НФЛ 2008.
Джо Флакко был выбран под общим 18 номером — и это рекордный показатель для всех выпускников университета Делавэра. 16 июля 2008 года Джо подписал с «Балтимор Рэйвенс» пятилетний контракт.

### Сезон 2008

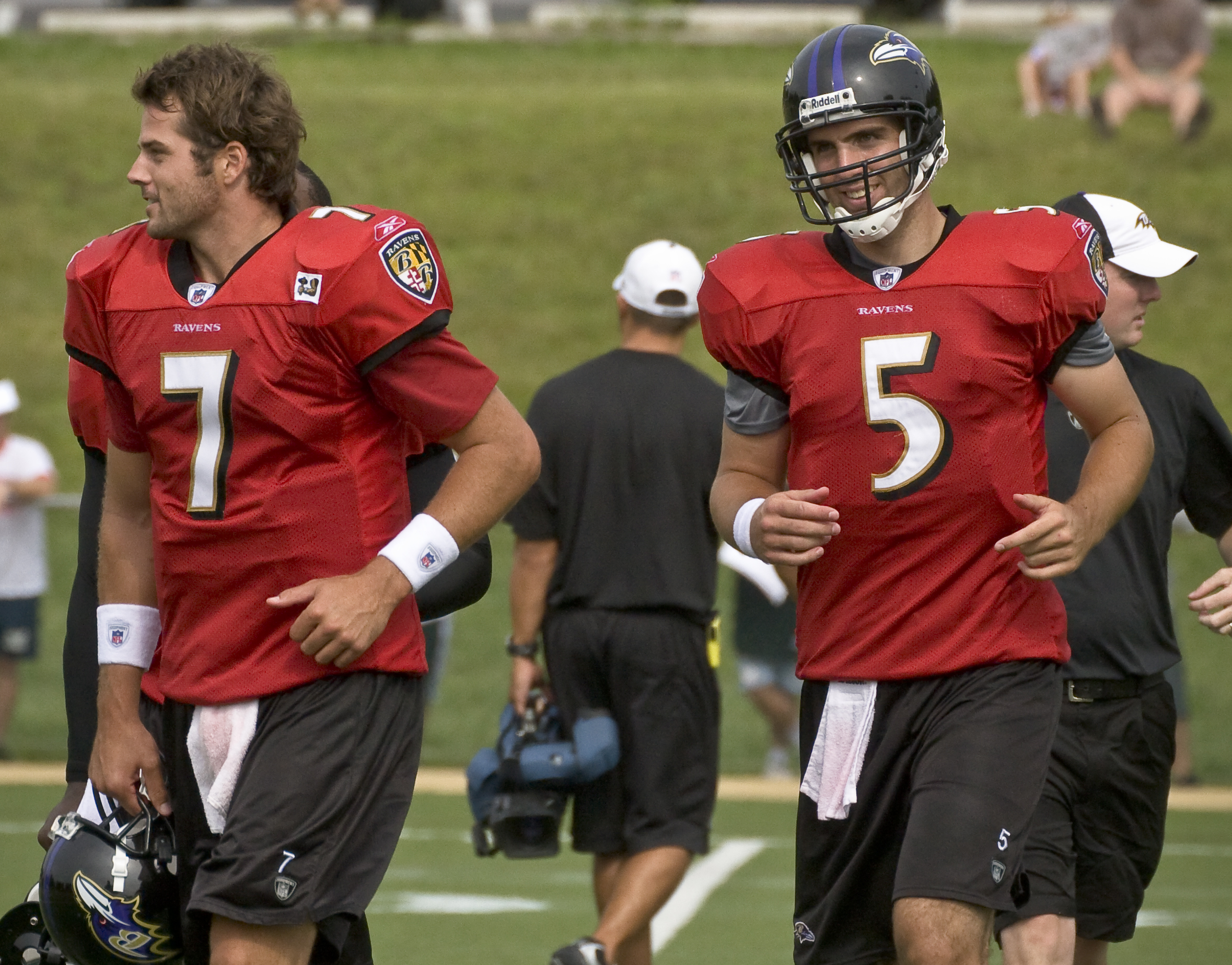
Флакко (справа) во время предсезонного сбора (2008)

Сразу же после появления в команде Джо стал стартовым квотербеком и принял участие в первой же игре сезона против «Цинциннати Бенгалс». В этом матче Флакко бросил 15 удачных пасов из 29, набрал 129 ярдов пасов, не бросил ни одного паса в тачдаун, не допустил ни одного перехвата, и установил рекорд «Рэйвенс», набрав на одном розыгрыше на выносе 38 ярдов и занеся при этом тачдаун. Эту игру команда из Балтимора выиграла со счетом 17-3. Через две недели команда Джо Флакко обыграла «Кливленд Браунс» со счетом 28-10.
На четвёртой неделе состоялась первая игра Флакко на выезде и его первое поражение в НФЛ. Во время игры Джо бросил свой первый тачдаун-пас в НФЛ. Его первая выездная победа состоялась на седьмой неделе во время игры с «Майами Долфинс». На восьмой неделе в матче с «Окленд Рэйдерс» Флакко не только бросил пас в тачдаун, но и поймал пас в десятиярдовой очковой зоне: хитрая передача квотербеку на 43 ярда последовала после розыгрыша из формации «Wildcat». После победы на восьмой неделе главный тренер «Балтимор Рэйвенс» Джон Харбо объявил о решении оставить Флакко в основном составе до конца сезона.

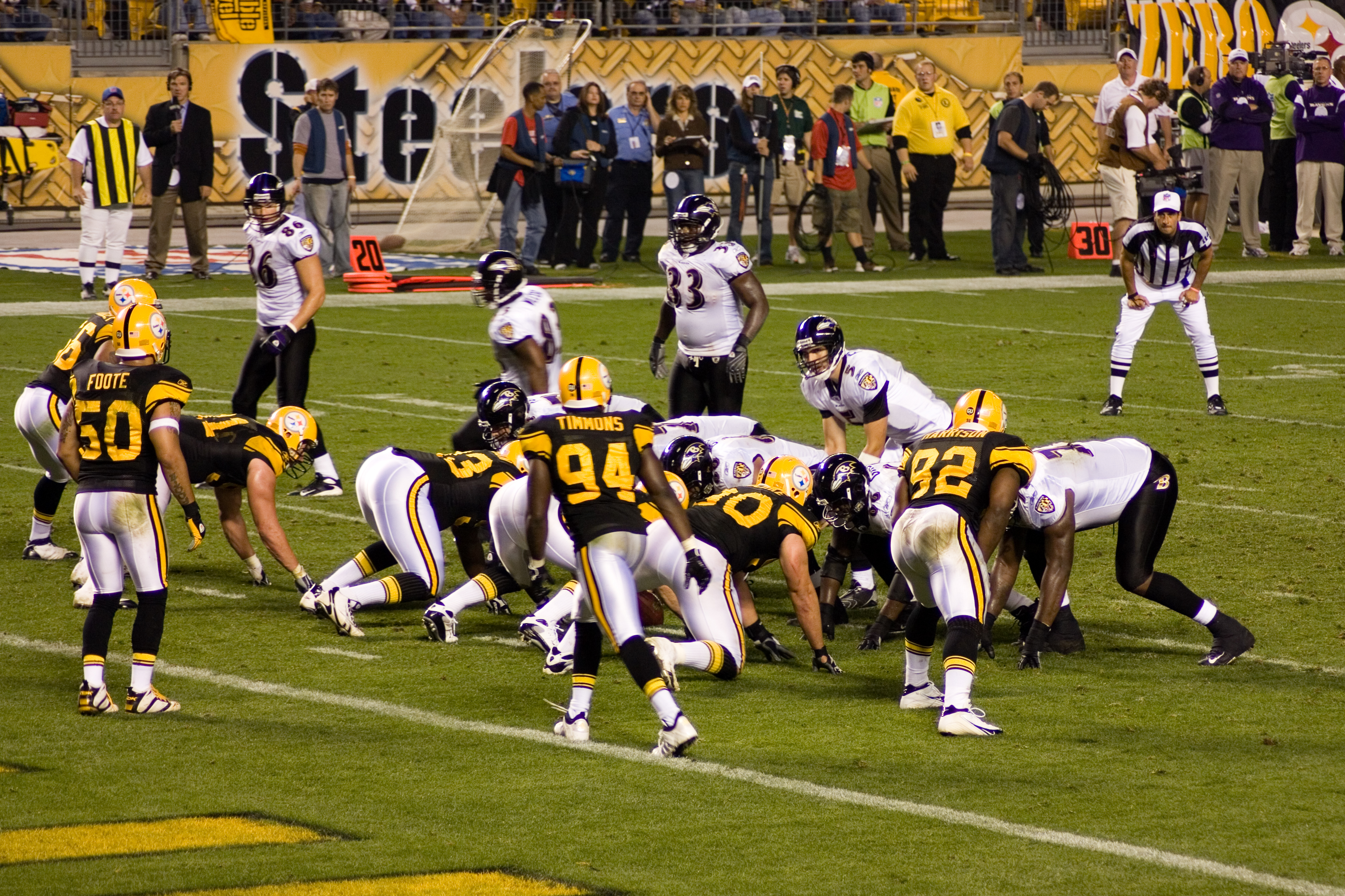
Флакко против Питтсбург Стилерз (2008)

На тринадцатой неделе, во время победного матча с «Цинциннати Бенгалс» Джо набрал 280 ярдов пасов и бросил два тачдауна. Эта победа была шестой для «Рэйвенс» в последних семи матчах, и в этих матчах его рейтинг распасовщика достиг отметки 99,1 — лучший показатель для всех квотербеков на таком временном отрезке. На семнадцатой неделе Флакко установил свой персональный рекорд, набрав 297 ярдов пасом за один матч в НФЛ. «Рэйвенс» одержали победу над «Джексонвиль Джагуарс».
Флакко завершил свой первый год с общей суммой ярдов, набранных пасом, в 2 971 ярд, ассистировав в 16 тачдаунах (14 пасовых комбинаций и 2 выносные), допустив лишь 12 перехватов и два раза позволив игрокам команды соперника получить владение после потери мяча принимающим. В ходе сезона Флакко получал звания «Лучший новичок НФЛ недели», «Новичок месяца» и т. д.
Во время первой игры плей-офф Флакко успешно бросил 9 из 23 пасов, набрав 135 ярдов, без тачдаунов и перехватов.
Кроме того, Джо сам занес мяч в зачетную зону соперника в четвёртой четверти. «Рэйвенс» обыграли «Долфинс» со счетом 27-9, а Флакко стал третьим в истории НФЛ квотербеком-новичком, который выиграл свою первую игру в плей-офф в том же году, в котором пришёл в команду.
Вторую игру плей-офф против «Теннеси Тайтанс» «Рэйвенс» также завершили победой (Флакко стал первым квотербеком-новичком, выигравшим две первые игры плей-офф), однако уступили в финальном матче конференции команде «Питтсбург Стилерз».

### Сезон 2009

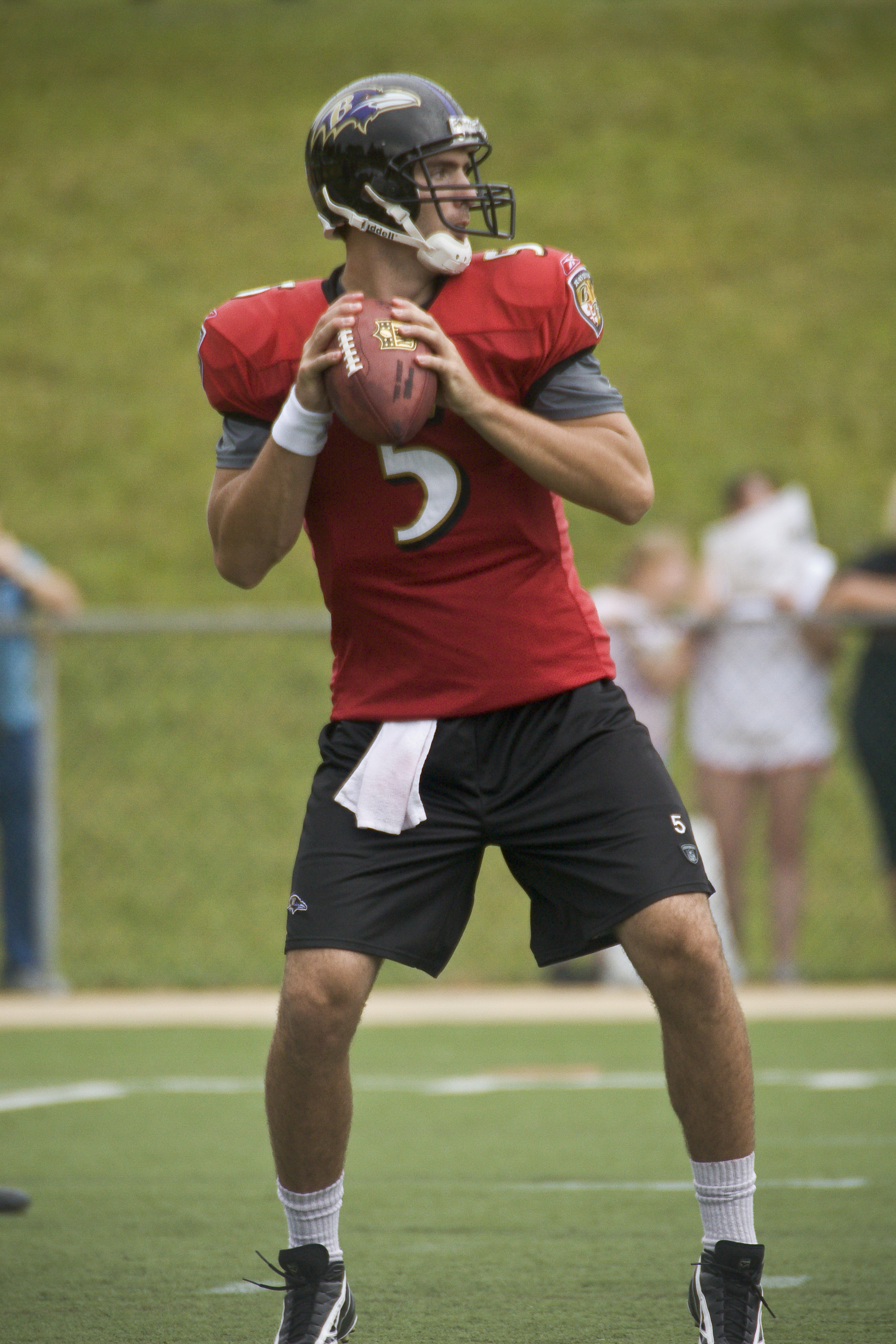
Флакко на сборах (2008).

В первой игре сезона (домашний матч против Канзас-Сити Чифс) Джо Флакко привел «Рэйвенс» к победе: 307 ярдов пасом и три тачдауна. Всего за эту игру команда набрала 501 ярд в нападении, и это до сих пор является рекордом для Балтимора.
В игре третьей недели против «Кливленд Браунс» Флакко установил собственный рекорд, набрав 342 ярда пасом за одну игру и совершив один тачдаун.
Этот рекорд продержался всего три недели, до игры против «Миннесота Вайкингс»: несмотря на то, что Джо бросил успешных пасов в сумме на 385 ярдов, его команда проиграла с разницей в два очка.
На пятнадцатой неделе, в игре против «Чикаго Беарз», Флакко побил свой персональный рекорд по наибольшему количеству тачдаунов за игру, сделав 4 результативные передачи. «Рэйвенс» выиграли эту игру со счетом 31-7.
Всего за сезон Флакко набрал 3 613 ярдов пасом и ассистировал при более чем 20 тачдаунах: второй результат в истории клуба. Однако матчи плей-офф квотербек «Рэйвенс» провел неудачно: после победы над «Нью-Ингленд Пэтриотс» (состоявшейся вопреки плохой игре Флакко) последовало поражение от «Индианаполис Колтс».

## Рекорды

### Рекорды НФЛ
- Первый квотербек-новичок, выходивший в стартовом составе своей команды все 16 игр основного сезона и пробившийся в плей-офф
- Первый квотербек-новичок, который выиграл обе первые игры плей-офф[10]
- Самое большое количество игр в первом сезоне для квотербека-новичка: 19
- Самое большое количество игр в первых двух сезонах для квотербека: 37
- Самое большое количество игр в первых трех сезонах для квотербека: 55
- Самое большое количество игр в первых четырёх сезонах для квотербека: 73
- Самое большое количество игр в первых пяти сезонах для квотербека: 92
- Самое большое количество побед команды квотербека в первых его 80 игр подряд: 54
- Самое большое количество побед команды квотербека в первых его трех сезонах: 36 (делит с Дэном Марино)[11]
- Единственный квотербек, побеждавший как минимум в одной игре плей-офф в каждом из своих первых пяти сезонов[12]
- Самое большое для квотербека количество побед на выезде в плей-офф: 6
- Самое большое количество тачдаунов в играх плей-офф в одном сезоне: 11 (делит с Джо Монтаной и Куртом Уорнером)[13]
- Самое большое количество тачдаунов без перехватов в играх плей-офф в одном сезоне: 11 (делит с Джо Монтаной)[14]

### Рекорды «Балтимор Рэйвенс»
- Самое большое для квотербека количество выходов в стартовом составе подряд: 80 игр
- Самое большое количество ярдов, набранных пасом: 17 633[15]
- Самое большое количество попыток паса: 2 498
- Самое большое количество точных пасов: 1 507[15]
- Самое большое количество пасов в тачдаун: 102[15]
- Самое большое количество сэков, полученных квотербеком: 174[15]
- Самый высокий рейтинг квотербека: 86,3[15]
- Самое большое для квотербека количество игр, выигранных в регулярном сезоне: 54[15]
- Самое большое для квотербека количество игр, выигранных в плей-офф: 8[15]
- Самое большое количество пойманных пасов подряд: 14 (1 ноября 2009 года, в игре против Денвер Бронкос)[15]
- Самое большое количество сезонов с более чем 3 000 ярдов, набранных пасом: 4 (2009—2012)
- Самое большое количество игр с более чем 300 ярдами, набранными пасом: 14[15]
- Самое большое количество сэков, полученных в одном сезоне: 40 (2010)[15]
- Наименьшее количество перехватов в регулярном сезоне: 10 (2010, 16 игр в стартовом составе)[15]
- Самое большое количество перехватов: 56[15]
- Самое большое количество ярдов, набранных пасом, в одной игре плей-офф: (313 в 2013 против Денвер Бронкос)[15]

## Участие в рекламных кампаниях
Флакко, будучи в 2008 году новичком команды «Балтимор Рэйвенс» подписал трехлетный рекламный контракт с компанией «Reebook». Помимо этого Флакко имеет действующий контракт с «Пицца Хат» и участвует в продвижении банка «1st Mariner Bank.»

## Личная жизнь
Брат Джо Флакко, Майк Флакко, был выбран в 31 раунде Драфта МЛБ в 2009 году командой Балтимор Ориолс, но в настоящее время играет в стартовом составе фарм-клуба этой команды — Фредерик Киз. Другой его брат, Джон Флакко, выступает за футбольную команду Стэнфордского университета.
Джо Флакко женат на Дане Грэйди, свадьба состоялась 25 июня 2011 года. У пары есть сын — Стивен Винсент Флакко, и, как было объявлено после Супербоула XLVII, семья Флакко ожидает второго ребёнка.
В Балтиморе Джо Флакко активно участвует в программах местных благотворительных организаций.